# Американский институт физики
Америка́нский институ́т фи́зики (англ. American Institute of Physics, AIP) — некоммерческое международное сообщество физиков, объединяющее другие физические сообщества. Основано в 1931 году.
Миссией общества является развитие физики и обеспечение применения её достижений на пользу человечеству. 

## История

### Основание
Американский институт физики был основан в 1931 году для решения проблем финансирования научных исследований, появившихся во время Великой Депрессии в США. Институт был основан по инициативе Химического Фонда (англ. Chemical Foundation), обеспечивавшего первоначальное спонсирование. Основными целями создания организации были экономия на публикации журналов и сохранение числа членов физических обществ, вошедших в институт. Другой причиной необходимости создания подобного института стало появление и развитие сложных и абстрактных квантовой и релятивистской теорий, которые были непонятны многим обывателям и отчуждали академическую физику от прикладной. В обществе даже бытовало мнение, что именно развитие науки и технологий стали причиной войн и экономического коллапса. Таким образом, несмотря на то, что основная деятельность AIP всегда была связана с проведением конференций и публикацией научных журналов, созданная организация также занималась вопросами налаживания междисциплинарных связей в физических науках и улучшением понимания основ современной физики широкими массами людей.

### Состав
Изначально в состав Американского института физики входило пять обществ: Американское физическое общество, Оптическое общество Америки, Американское акустическое общество, Реологическое общество и Американская ассоциация учителей физики. Общая численность организации составляла 4000 человек. Новый члены начали появляться в середине 1960-х. В 1966 году в состав института вошли Американская кристаллографическая ассоциация и Американское астрономическое общество, в 1973 присоединилась Американская ассоциация медицинских физиков, в 1976 — Американское вакуумное общество, а в 1986 десятым членом стал Американский геофизический союз. При этом общая численность института к началу XXI века превысила отметку в 100 000 человек, в то время как численность штата организации в 2004 году достигла пика и превышала 500 сотрудников. По состоянию на 2009 год согласно официальному отчёту института число сотрудников составляет 400 человек, а число членов — 135 000.

### Издательская деятельность
С момента основания институтом издаются журналы от имени своих членов, например, журнал «Physical Review» издаётся от имени Американского физического общества. Также был организован ряд журналов, в основном междсциплинарной направленности, не ассоциируемые ни с одним из обществ. Практически с самого основания AIP издаёт журналы «Review of Scientific Instruments», «Journal of Applied Physics» и «Journal of Chemical Physics», однако, начиная с середины 50-х годов XX века их ряды пополняют «Physics of Fluids», «Journal of Mathematical Physics», «Applied Physics Letters» и другие журналы.
В 1948 году выходит первый выпуск журнала «Physics Today», направленного на широкую аудиторию читателей и публикующего результаты последних исследований по самым разным направлениям физики. «Physics Today» распространяется бесплатно членам всех 10 обществ, образующих институт, а также членам Общества студентов-физиков.
В 1955 году стартует совместная программа Американского института физики и школы Ландау «Советская физика» по переводу русскоязычных физических журналов на английский язык. Первым стал переводиться Журнал экспериментальной и теоретической физики, а затем и другие советские журналы. Программа оказалась успешной и продолжалась до 2005 года.
В 1995 году начинают выпускаться первый электронный журнал Американского института физики «Industrial Physicist», просуществовавший 10 лет, и онлайн-версия «Applied Physics Letters». В 1997 году в электронном виде для подписчиков стали доступны все журналы, выпускаемые AIP.
В 1960-х годах Американский институт физики начинает развивать и другие направления издательской деятельности, такие как публикация тезисов конференций. В 1984 году стартует программа издательства книг, переименованная в 1993 году в AIP Press. По этой программе публиковались как узкоспециализированные монографии, так и учебники общего назначения. С 1997 года книги AIP Press издаются и распространяются издательством Springer-Verlag (в 1999 году переименованным в Springer Science + Business Media).
В то же время появление и интенсивное развитие компьютерных технологий приводит в 1980-х годах к замедлению роста числа сотрудников института. Часть обществ-членов института начинают сами выполнять ту издательскую работу, которую ранее доверялась институту. В 2004 году эта тенденция привела к тому, что коммерческие вендоры потребовали реорганизовать издательские услуги, предоставляемые институтом, уменьшить их стоимость и увеличить число автоматизированных сервисов.

### Другие сервисы
С ростом числа публикаций в журналах, выпускаемых под эгидой AIP, увеличивался доход организации, что позволило увеличить штат и ввести новые услуги, предоставляемые членам института. Так, в 1947 году стартовала программа по трудоустройству; в 1950-х годах были созданы программы по оказанию влияния на средства массовой информации и общественное мнение, статистике образования и занятости, поддержке физического образования; в 1960-х был создан Центр истории физики, включающий в себя в том числе библиотеку имени Нильса Бора, содержащую коллекцию книг, манускриптов и аудио-видео материалов; с 1975 года поддерживается Система классификации по физике и астрономии, используемая для маркировки тем научных работ.
В то же время институтом продолжалась деятельность по укреплению связей между членами и направлению их усилий на общие цели. Эта деятельность осуществлялась посредством организации встреч организаций, входящих в состав института, и их руководств.

### Расположение
Изначально Американский институт физики располагался в Нью-Йорке. В 1979 году большая часть издательских подразделений была перенесена в Вудбери, Лонг-Айленд, штат Нью-Йорк. Начиная с 1980-х годов часть образовательных подразделений и подразделений по связям с общественностью переносится в Вашингтон, чтобы быть ближе к федеральному правительству и к некоторым членам сообщества, располагающимся там же. В 1993 году головной офис, журналы и другие физические программы переехали в Колледж-Парк (штат Мэриленд). Издательство и другие сервисы продолжали оставаться в Лонг-Айленде, сменив прописку только в 1998 году при переезде из Вудбери в Мелвилл

## Состав
Являясь «сообществом обществ» Американский институт физики объединяет ряд других обществ. Десять обществ-членов образуют основу института. Эти общества имеют право пользоваться некоторыми профессиональными услугами, предоставляемыми институтом, а также участвуют в таких программах как групповая страховочная программа. В дополнение к этому общества-члены имеют возможность координировать свои действия по воздействию на государственную политику. Кроме этого имеются филиалы института — локальные, региональные и национальные организации, заинтересованные в развитии науки. Организации, являющиеся филиалами Американского института физики, не платят никаких взносов, но получают некоторые выгоды, например, дополнительные возможности для обмена информацией, скидки на «Physics Today» и другие журналы, выпускаемые институтом. В общей сложности членами Американского института физики являются более ста тысяч учёных со всего мира.

### Общества-члены

#### Американское акустическое общество
Американское акустическое общество (англ. Acoustical Society of America, ASA) было основано в 1929 году. По состоянию на 2010 год в обществе состоят около 7000 акустиков, работающих в США. Общество ведёт издательскую деятельность: выпускает книги, научные журналы («The Journal of the Acoustical Society of America» и «The Journal of the Acoustical Society of America Express Letters»), а также тезисы с конференций, проводимых под эгидой ASA. Обществом вручается ряд наград, среди которых наиболее престижной является Золотая медаль. Общество также осуществляет поддержку студентов, молодых учёных, представителей национальных меньшинств и т. п. путём выдачи стипендий и специальных премий.

#### Американская ассоциация медицинских физиков
Американская ассоциация медицинских физиков (англ. American Association of Physicists in Medicine, AAPM) была основана 17 ноября 1958 года в Чикаго. По состоянию на 2010 год в состав ассоциации входят более 7000 медицинских физиков. Годовой бюджет организации — 7 млн долларов США. Ассоциацией издаётся научный журнал «Medical Physics», а также монографии и тезисы конференций. Организацией также вручается ряд научных наград. Наиболее почётными являются Премия Уильяма Кулиджа и Премия за достижения в области медицинской физики.

#### Американская ассоциация учителей физики
Американская ассоциация учителей физики (англ. American Association of Physics Teachers, также иногда переводится как Американская ассоциация преподавателей физики, AAPT) была организована в 1930 году. По состоянию на 2010 год ассоциация включает в себя более 11 000 членов из 30 стран мира. AAPT издаёт два научных журнала: «Американский журнал физики» (англ. American Journal of Physics), предназначенный для преподавателей и студентов университетов и колледжей, и «Physics Teacher», посвящённый проблемам преподавания вводных курсов физики в школах. Ассоциацией вручается ряд наград и премий, а также грантов и стипендий. Старейшими наградами общества являются Медаль Эрстеда, вручаемая с 1936 года, и Премия памяти Рихтмайера, вручаемая с 1940 года и традиционно сопровождаемая лекцией памяти Рихтмайера.

#### Американское астрономическое общество
Американское астрономическое общество (англ. American Astronomical Society, AAS), основанное в 1899 году, является крупнейшей в Северной Америке организацией, объединяющей астрономов. По состоянию на 2010 год в общество входит около 7000 членов, среди которых кроме астрономов имеются также физики, математики, геологи и представители других профессий, чьи интересы близки к астрономии. Обществом совместно с Институтом физики издаются старейшие астрономические научные журналы «The Astronomical Journal» (организован в 1849 году) и «The Astrophysical Journal» (основан в 1895 году), а также электронный журнал «Astronomy Education Review». Общество ежегодно вручает 12 престижных наград в области астрономии и астрофизики. Награждённые объявляются 30 июня. Кроме этого, ряд наград вручается отдельными подразделениями общества. Наиболее почётной является Награда Генри Норриса Рассела, вручаемая с 1946 года за выдающиеся достижения в области астрономических исследований, сделанных в течение всей жизни, награда сопровождается лекцией лауреата.

#### Американская кристаллографическая ассоциация
Американская кристаллографическая ассоциация (англ. American Crystallographic Association, ACA) была основана в 1949 году путём слияния Американского общества дифракции рентгеновского излучения и электронов (англ. American Society for X-Ray and Electron Diffraction, ASXRED) и Кристаллографического общества Америки (англ. Crystallographic Society of America, CSA). По состоянию на 2010 год членами ассоциации являются более 2200 учёных, работающих в области кристаллографии и изучающих структуру вещества на атомном и молекулярном уровнях. Ассоциацией вручается ряд профессиональных наград за достижения в области кристаллографии. Старейшими наградами являются Премия Уоррена и Премия Фанкучена, вручаемые раз в три года с 1970 и 1971 года соответственно.

#### Американский геофизический союз
Американский геофизический союз (англ. American Geophysical Union, AGU) — это профессиональное объединенение учёных, занимающихся геофизикой, основанное в 1919 году как комитет при Национальном совете по исследованиям Национальной академии наук США. С 1972 года выделена в виде отдельной организации и по состоянию на 2010 год включает в себя более 58 000 членов из 135 стран мира. Союз занимается издательством научных журналов, членской газеты «Eos» и книг. Наибольшим импакт-факторами среди выпускаемых союзом журналов обладает обзорный журнал «Reviews of Geophysics», а старейшим является «Journal of Geophysical Research», первый выпуск которого вышел в 1896 году. Союзом вручается ряд медалей и премий за вклад в развитие геофизики. Старейшей из них является Медаль Уильяма Боуи, вручаемая с 1939 года.

#### Американское физическое общество
Американское физическое общество (англ. American Physical Society, APS) было основано 20 мая 1899 года в Колумбийском университете. Цель общества: «развивать и распространять физическое знание» (англ. «to advance and diffuse the knowledge of physics»). По состоянию на 2010 год общество насчитывает около 48 000 членов. Общество издаёт знаменитую серию журналов «Physical Review», включая «Physical Review Letters», а также обзорный журнал «Reviews of Modern Physics», обладающий наивысшим импакт-фактором среди физических журналов. Основным видом деятельности общества является организация регулярных встреч и конференций своих членов. Помимо этого APS ежегодно вручает ряд престижных премий и других наград в области физики и близких к ней наук.

#### Американское вакуумное общество
Американское вакуумное общество (англ. American Vacuum Society, AVS), основанное в 1953 году, является некоммерческой организацией, обеспечивающей связь между исследовательскими центрами и индустрией с целью распространения знаний в области новых технологий. По состоянию на 2010 год в общество входит около 4500 членов со всего мира. Обществом проводится ежегодный симпозиум и ряд конференций и встреч. Также ведётся издательская деятельность: выпускаются журналы «Journal of Vacuum Science and Technology», «Surface Science Spectra» и «Biointerphases». Кроме того, обществом вручаются профессиональные награды, студенческие премии и стипендии.

#### Оптическое общество (OSA)
Оптическое общество (OSA)(англ. The Optical Society, OSA) было основано в 1916 году. По состоянию на 2012 год членами общества являются более 17 000 учёных, занимающихся вопросами оптики и фотоники, из 100 стран, при этом около 52 % из них проживает за пределами США. Общество ведёт обширную издательскую деятельность, выпуская книги, физические журналы, а также сборники тезисов с конференций, проводимых при участии общества. Кроме того издаётся журнал «Optics & Photonics News», публикующий новости о последних достижениях в оптике и фотонике. Под эгидой OSA организуются крупнейшие встречи, конференции и форумы, посвящённые оптической науке. Среди них конференция по лазерам и электрооптике и конференция по квантовой электронике и лазерам (CLEO/QELS), конференция по оптоволоконным коммуникациям и национальная конференция оптоволоконных инженеров (OFC/NFOEC), ежегодные встречи Frontiers in Optics и Laser Sciences (FIO/LS). Обществом вручается ряд наград учёным за достижения в области оптики и фотоники, а также разыгрывается несколько грантов. Наивысшей наградой общества является Медаль Фредерика Ива, вручаемая с 1929 года.

#### Реологическое общество
Реологическое общество (англ. The Society of Rheology) объединяет физиков, химиков, биологов, инженеров и математиков, проявляющих интерес к проблемам реологии — науке о деформациях и текучести материалов. Общество было официально сформировано 9 декабря 1929 года. С тех пор ежегодно организуются встречи членов общества. Обществом выпускается научный журнал «Journal of Rheology», посвящённый последним достижениям в области реологии. Также реологическим обществом производится вручение нескольких профессиональных наград.

### Филиалы
Филиалом института может стать любая локальная, региональная или национальная организация, заинтересованная в развитии физических знаний. Филиалы не платят деньги за своё участие, но имеют некоторые льготы, например, участие в ежегодных съездах Американского института физики, скидки на журнал «Physics Today» и на другие журналы, выпускаемые под эгидой института и др.
- Американская ассоциация содействия развитию науки, физическая секция
- Американское химическое общество, отеделение физической химии
- Американский институт аэронавтики и астронавтики[англ.]
- Американское метеорологическое общество[англ.]
- Американское ядерное общество
- Американское общество гражданских инженеров[англ.]
- ASM International
- Астрономическое общество Тихого океана
- Биомедицинское инженерное общество[англ.]
- Биофизическое общество[англ.]
- Совет по бакалавриату физики[англ.], астрономическое отделение
- Криогенное общество Америки[англ.]
- Электрохимическое общество[англ.]
- Геологическое общество Америки
- ИИЭЭ ядерное и плазменное научное общество[англ.]
- Международная ассоциация математической физики[англ.]
- Международный союз кристаллографии
- Международный центр дифракционных данных[англ.]
- Лазерный институт Америки[англ.]
- Общество исследования материалов[англ.]
- Микроскопическое общество Америки[англ.]
- Национальное общество чёрных физиков
- Общество переработки полимеров[англ.]
- Общество прикладной спектроскопии[англ.]
- Общество оптики и фотоники (SPIE)

### Другие организации-члены сообщества
- Общество студентов-физиков[англ.]
- Сигма пи сигма[англ.]

## Издательская деятельность
Одной из основных деятельностей общества является издание ряда научных журналов, многие из которых имеют высокий импакт-фактор и высоко ценятся в физическом сообществе.
Научные журналы издаваемые сообществом, включают в себя:
| Журнал                                          | Сокращение                      | Импакт-фактор (2009) | Год учреждения | Предыдущие названия          | Область                                  |
| ----------------------------------------------- | ------------------------------- | -------------------- | -------------- | ---------------------------- | ---------------------------------------- |
| AIP Advances                                    |                                 |                      | 2011           |                              | Прикладная физика                        |
| Applied Physics Letters                         | Appl. Phys. Lett.               | 3,554                | 1962           |                              | Прикладная физика                        |
| Biomicrofluidics                                |                                 | 2,895                | 2007           |                              | Биомикрофлюидика                         |
| Chaos                                           |                                 | 1,795                | 1991           |                              | Теория хаоса                             |
| Journal of Applied Physics                      | J. Appl. Phys.                  | 2,072                | 1931           |                              | Прикладная физика                        |
| Journal of Chemical Physics                     | J. Chem. Phys.                  | 3,093                | 1933           |                              | Химическая физика                        |
| Journal of Mathematical Physics                 | J. Math. Phys.                  | 1,318                | 1960           |                              | Математическая физика                    |
| Journal of Physical and Chemical Reference Data | J. Phys. Chem. Ref. Data        | 2,093                | 1972           |                              | Физические и химические данные измерений |
| Journal of Renewable and Sustainable Energy     | J. Renewable Sustainable Energy |                      | 2009           |                              | Альтернативная энергетика                |
| Low Temperature Physics                         | Low Temp. Phys.                 | 0,662                | 1997           |                              | Физика низких температур                 |
| Physics of Fluids                               | Phys. Fluids                    | 1,638                | 1958           | Physics Fluids A (1989—1993) | Гидрофизика                              |
| Physics of Plasmas                              | Phys. Plasmas                   | 2,475                | 1989           | Physics Fluids B (1989—1993) | Физика плазмы                            |
| Review of Scientific Instruments                | Rev. Sci. Instrum.              | 1,521                | 1930           |                              | Научный инструментарий                   |

Помимо чисто научных институтом издаются такие журналы как:
- Physics Today
- Physics Today Buyers Guide
- Computing in Science & Engineering
- The Industrial Physicist (выпускался в 1995—2005 годах)

Также Американский институт издаёт большое количество сборников тезисов конференций, проводимых под эгидой института.
Для удобства поиска по публикуемым журналам Американский институт физики имеет собственную электронную базу публикаций и цитирований Scitation.
На протяжении четырёх десятков лет AIP разрабатывал и публиковал классификатор областей физики PACS, впоследствии заменив его на новый классификатор, вошедший в состав Scitation.

## Медали и премии

### Научные награды
Американский институт физики присуждает ряд научных медалей и премий за достижения в различных областях физики. В их число входят:
- Премия Эндрю Геманта — за значительный вклад в культурный, художественный или гуманистический аспекты физики
- Медаль Тейта — за выдающиеся достижения в профессии, награждаются физики неамериканского гражданства
- Медаль Комптона — за выдающиеся достижения в менеджменте науке
- Премия за промышленные приложения физики — спонсируется компанией General Motors, вручается раз в два года за внедрение результатов физических исследований в промышленность
- Премия Дэнни Хайнемана в области астрофизики — за признанные достижения в области теоретической астрофизики, вручается совместно с Американским астрономическим обществом
- Премия Дэнни Хайнемана в области математической физики — за признанные достижения в области математической физики, вручается совместно с Американским физическим обществом
- Премия Абрахама Пайса в области истории физики — за выдающиеся научные достижения в области истории физики
- Медаль Меггерса — вручается раз в два года проектам, созданным для улучшения физического образования в высшей школе
- Премия в области гидродинамики[англ.] — за выдающиеся достижения в научных исследованиях по гидродинамике, вручается совместно с отделением гидродинамики Американского физического общества

### Литературная премия
Помимо этого институтом вручается Премия в области научной литературы за научные публикации, написанные с выдающимся литературным мастерством неспециалистами, по четырём категориям: журналисты, учёные, научная литература для детей, широковещательные СМИ.

### Стипендии
Студенты и молодые учёные поддерживаются Американским институтом физики путём награждения стипендиями по нескольким программам, в том числе в сотрудничестве с Обществом студентов-физиков.